# Новый европейский порядок
Новый европейский порядок (англ. New European Order, NEO), Мальмский интернационал — объединение неофашистских (включая неонацистские), националистических и расистских организаций Европы, общеевропейский альянс, созданный в 1951 году для продвижения идей панъевропейского национализма. Это была наиболее радикально настроенная организация, отколовшаяся от Европейского социального движения.
NEO возник в 1951 году на конференции в Мальмё, когда группа недовольных во главе с Рене Бинетом отказалась присоединяться к Европейскому социальному движению, поскольку они считали, что движение слишком далеко ушло от идей расиализма и антикоммунизма. В результате Бинет вместе с Гастоном-Арманом Амодрю спустя некоторое время на второй встрече в Цюрихе решили создать группу, взявшую на себя обязательства борьбы с коммунистами и «небелым» населением.